# Bacu
Bacu ou Baku (em azeri: Bakı, pronunciado: [bɑˈcɯ]; em persa: بادکوبه, Bâd-kube) é a capital do Azerbaijão, sendo a sua maior cidade, e seu maior porto. Localizada às margens do Mar Cáspio, na margem sul da península de Absheron, Bacu consiste em duas partes principais: a cidade baixa e a cidade velha, abrangendo 21,5 mil hectares. A 1 de janeiro de 2011 a população era de 2 045 815 habitantes, dos quais 153 400 eram deslocados internos (DIs) e 93 400 refugiados. e à Sister Cities International. A cidade também concorreu aos Jogos olímpicos de 2016, mas foi eliminada em 4 de junho de 2008. Em 2007 os Ministros da Cultura dos estados membros da Organização da Conferência Islâmica declararam Bacu como Capital da Cultura Islâmica de 2009.
Bacu divide-se em onze distritos administrativos, ou raions: Azizbayov, Binagadi, Garadagh, Narimanov, Nasimi, Nizami, Sabail, Sabunchu, Khatai, Surakhany e Yasamal e 48 municipalidades. Entre estas incluem-se as municipalidades localizadas nas ilhas da Baía de Bacu (arquipélago de Bacu) e a cidade de Oil Rocks, construída sobre estacas no Mar Cáspio, distando 60 km de Bacu.

## Etimologia
Pensa-se que o nome Bacu derive do nome da cidade em persa arcaico Bād-kube باد کوبہ, que significa "cidade fustigada pelo vento", no qual bād significa "vento" e kube radica no verbo kubidan, "fustigar", referindo-se assim a um lugar onde o vento é forte e fustigador. De facto, a cidade é conhecida pelas rigorosas tempestades de neve de Inverno e ventos severos. Também se acredita que Bacu possa referir-se a Baghkuh, que significa "Montanha de Deus". Baga (hoje bagh) e kaufa (hoje kuh) são as palavras em persa arcaico para "deus" e "montanha" respectivamente; o nome Baghkuh pode ser comparado com Baghdād ("Dádiva de Deus") na qual dā é a palavra em persa arcaico para "dar". Fontes árabes referem-se à cidade como Bacu, Bakukh, Bakuya, e Bakuye, todas estas formas derivando aparentemente dum nome persa.
Várias outras hipóteses diferentes foram ainda propostas para explicar a etimologia da palavra Bacu. De acordo com L.G.Lopatinski e Ali Huseynzade Bacu deriva da palavra turca para "monte". O especialista na história do Cáucaso K.P. Patkanov também explica o nome como "monte" mas na língua lak.
A Enciclopédia Islâmica turca apresenta a origem da palavra Bacu como sendo derivada das palavras Bey-Kyoy, que significam "cidade principal" em turco.

## História
Durante a maior parte da sua história mais remota, Bacu foi parte de diferentes impérios persas.
O primeiro registo escrito sobre Bacu remonta ao século VI.
A cidade ganhou importância após um sismo ter destruído Shamakhy e, no século XII, o regente Xá de Xirvão Ahsitan I ter tornado Bacu a nova capital. Em 1501, o xá safávida Ismail I cercou Bacu. Nesta época a cidade estava, no entanto, rodeada por linhas de forte muralhas, que eram banhadas pelo mar de um dos lados, e protegidas por um largo fosso em terra. Em 1540, Bacu foi novamente capturada pelas tropas Safávidas. Em 1604, a fortaleza de Bacu foi destruída pelo xá Abas I.
A 26 de junho de 1723, depois de um cerco final em que foram usados canhões, Bacu rendeu-se aos russos. De acordo com o decretado por Pedro, o Grande, os soldados de dois regimentos (2 382 pessoas) foram deixados na guarnição de Bacu sob o comando do Príncipe Baryatyanski, o comandante da cidade. Em 1795, Bacu foi invadida por Maomé Cã Cajar, como defesa contra a política iniciada pela Rússia czarista de submeter o Cáucaso meridional ao seu domínio. Na Primavera de 1796, por ordem de Catarina II, as tropas do General Zubov deram início a uma grande campanha na Transcaucásia. Bacu rendeu-se após o primeiro pedido de Zubov, o qual tinha enviado 6 000 militantes para capturar a cidade. A 13 de junho de 1796 a frota russa entrou na baía de Bacu, e uma guarnição de tropas russas foi colocada na cidade, sendo o General Pavel Tsitsianov designado comandante de Bacu. Posteriormente, no entanto, o Czar Paulo I ordenou-lhe que suspendesse a campanha e retirasse as forças russas. Em março de 1797 as tropas czaristas deixaram Bacu, mas um novo czar, Alexandre I, começou a demonstrar um interesse especial pela captura de Bacu. Em 1803, Tsitsianov chegou a um acordo com o cã de Bacu sobre um compromisso, mas esse acordo foi rapidamente anulado. A 8 de fevereiro de 1806, após a rendição de Bacu, o cã de Bacu Huseyngulu apunhalou e matou Tsitsianov às portas da cidade. Em 1813 a Rússia assinou o Tratado de Gulistão com a Pérsia, obtendo a cedência de Bacu e da maior parte do Cáucaso pelo Irão e a sua anexação pela Rússia.

### Boompetrolífero
Bacu conheceu grande desenvolvimento a partir de meados do século XIX graças à indústria petrolífera. O primeiro poço de petróleo foi construído no subúrbio de Bibi-Heybat em 1846. No entanto, o desenvolvimento petrolífero em larga escala apenas ocorreu em 1872, quando as autoridades da Rússia imperial leiloaram as parcelas de terra rica em petróleo em volta de Bacu a investidores privados. Num curto período de tempo, investidores suíços, britânicos, franceses, belgas, alemães, suecos e americanos surgiram em Bacu, contando-se entre eles as firmas dos irmãos Nobel, junto com a família von Börtzell-Szuch e a família Rothschild, e a cintura industrial petrolífera, mais conhecida como Cidade Negra, foi estabelecida perto de Bacu. No início do século XX quase metade das reservas petrolíferas mundiais haviam sido extraídas em Bacu.
Em 1917, depois da Revolução de Outubro, em meio ao tumulto da I Guerra Mundial e da dissolução do Império Russo, Bacu ficou sob controle da Comuna de Bacu, liderada por um veterano bolchevique, Stepan Shahumyan. Buscando tirar proveito dos conflitos inter-étnicos existentes durante a primavera 1918, os bolcheviques inspiraram e toleraram uma guerra civil em Bacu e seus arredores. Durante o famoso Dias de Março, com o apoio da milícia Dashnak armênia na cidade, e sob o pretexto de suprimir o partido Musavat, os bolcheviques atacaram e massacraram milhares de azeris e outros muçulmanos em Bacu.
Em 28 de maio de 1918, a parte correspondente ao Azerbaijão na Sejm Transcaucasiana proclamou a independência da República Democrática do Azerbaijão (ADR) em Ganja. Pouco depois, forças azeris, com o apoio do Exército Otomano do Islão liderado por Nuru Paxá, iniciaram seu avanço para Bacu, capturando a cidade da frouxa coalizão dos bolcheviques, Esers, Dashnaks, Mencheviques e forças britânicas sob o comando do general Lionel Dunsterville, em 15 de Setembro de 1918. Milhares de armênios foram massacrados na cidade em vingança ao ocorrido nos Dias de Março. Bacu tornou-se a capital da ADR e, dois anos mais tarde - quando em 28 de abril de 1920 o 11° exército vermelho invadiu Bacu e reinstalou o poder bolchevique - a capital da República Socialista Soviética do Azerbaijão.
A sua conquista foi o grande objetivo da campanha alemã no Cáucaso durante a Segunda Guerra Mundial. Até o desenvolvimento da exploração de hidrocarbonetos na Sibéria, Bacu foi o principal centro petrolífero da URSS. Após a independência do Azerbaijão a cidade sofreu o impacto indireto, mas negativo, da guerra do Alto Carabaque, vindo a recuperar-se lentamente. A recente inauguração do oleoduto Bacu-Ceyhan tem criado muitas esperanças de um renascimento, quer de Bacu, quer do Azerbaijão na sua totalidade.

## Clima
O clima de Bacu é temperado e semiárido (Classificação climática de Köppen-Geiger: BSk). Durante a era soviética, Bacu era um destino de férias onde os turistas podiam desfrutar das praias ou relaxar no complexo de spas (atualmente dilapidados) com vista para o Mar Cáspio. O clima é quente e úmido no verão, e frio e úmido no inverno. Durante o inverno ventos fortes sopram de vez em quando impulsionados por massas de ar polar (ventos fortes do norte Khazri e do sul Gilavar são típicos aqui); a neve é comum, e a temperatura na costa frequentemente cai abaixo de zero. A temperatura média anual de Bacu, 14,2 °C (57,6 °F), difere da média do planeta em menos de 0,1 °C (32,2 °F). A parte sudoeste da Grande Bacu é a parte mais árida do Azerbaijão (a precipitação aqui é inferior a 200 mm (8 in) ao ano). Nos Arredores da cidade existe um grande número de vulcões de lama (Keyraki, Bogkh-bogkha, Lokbatan e outros) e lagos de sal (Boyukshor, Khodasan, etc.).
| Médias meteorológicas para Baku Azerbaijão | Médias meteorológicas para Baku Azerbaijão | Médias meteorológicas para Baku Azerbaijão | Médias meteorológicas para Baku Azerbaijão | Médias meteorológicas para Baku Azerbaijão | Médias meteorológicas para Baku Azerbaijão | Médias meteorológicas para Baku Azerbaijão | Médias meteorológicas para Baku Azerbaijão | Médias meteorológicas para Baku Azerbaijão | Médias meteorológicas para Baku Azerbaijão | Médias meteorológicas para Baku Azerbaijão | Médias meteorológicas para Baku Azerbaijão | Médias meteorológicas para Baku Azerbaijão | Médias meteorológicas para Baku Azerbaijão |
| Mês                                        | Jan                                        | Fev                                        | Mar                                        | Abr                                        | Mai                                        | Jun                                        | Jul                                        | Ago                                        | Set                                        | Out                                        | Nov                                        | Dez                                        | Ano                                        |
| ------------------------------------------ | ------------------------------------------ | ------------------------------------------ | ------------------------------------------ | ------------------------------------------ | ------------------------------------------ | ------------------------------------------ | ------------------------------------------ | ------------------------------------------ | ------------------------------------------ | ------------------------------------------ | ------------------------------------------ | ------------------------------------------ | ------------------------------------------ |
| Média alta °C (°F)                         | 6 (43)                                     | 6 (43)                                     | 9 (48)                                     | 16 (61)                                    | 22 (72)                                    | 27 (81)                                    | 31 (88)                                    | 29 (84)                                    | 26 (79)                                    | 19 (66)                                    | 13 (55)                                    | 9 (48)                                     | 18,1 (65)                                  |
| Média diária °C (°F)                       | 4.2 (40)                                   | 4.0 (39)                                   | 6.3 (43)                                   | 12.3 (54)                                  | 18.0 (64)                                  | 22.8 (73)                                  | 26.4 (80)                                  | 25.6 (78)                                  | 21.8 (71)                                  | 16.0 (61)                                  | 10.8 (51)                                  | 6.6 (44)                                   | 14,6 (58)                                  |
| Média baixa °C (°F)                        | 2 (36)                                     | 2 (36)                                     | 4 (39)                                     | 9 (48)                                     | 14 (57)                                    | 19 (66)                                    | 22 (72)                                    | 23 (73)                                    | 19 (66)                                    | 13 (55)                                    | 8 (46)                                     | 4 (39)                                     | 12,0 (54)                                  |
| Precipitação mm (polegadas)                | 20 (0.79)                                  | 20 (0.79)                                  | 20 (0.79)                                  | 17 (0.67)                                  | 17 (0.67)                                  | 7 (0.28)                                   | 2 (0.08)                                   | 5 (0.2)                                    | 15 (0.59)                                  | 25 (0.98)                                  | 30 (1.18)                                  | 25 (0.98)                                  | 198 (7,8)                                  |
| Fonte: Weather.com {{{acesso_data}}}       |                                            |                                            |                                            |                                            |                                            |                                            |                                            |                                            |                                            |                                            |                                            |                                            |                                            |

## Demografia
Até 1988, em Bacu havia grande quantidade de armênios, russos e judeus, que contribuíram para a diversidade cultural, acrescentando de várias formas (música, literatura, arquitetura) a cidade. Sob o comunismo, os soviéticos assumiram a maioria das propriedades judaicas em Bacu e Kuba. Desde o colapso da União Soviética, o e presidente do Azerbaijão Heydar Aliev reformou várias sinagogas e um reabriu um colégio judaico nacionalizado pelos soviéticos. Ele incentivou a reurbanização destes edifícios e era bem-visto pelos judeus do Azerbaijão. A renovação já começou em sete das onze sinagogas originais, incluindo o sinagoga Gilah, construída em 1896, e a grande sinagoga Kruei. A nova Constituição do Azerbaijão concede a liberdade religiosa e afirma que não existe uma religião estatal.
No início do século XXI, a grande maioria da população Bacu era composta de azeris (mais de 90%). O intenso crescimento da população começou em meados do século XIX, quando Bacu era uma pequena cidade com a população de cerca de 7 mil pessoas no seu conjunto. A população aumentou novamente, passando de cerca de 13 000 nos anos 1860 para 112 000 em 1897 e 215 000 em 1913, tornando Bacu a maior cidade da região do Cáucaso.
Bacu tem sido uma cidade cosmopolita e em certos momentos de sua história os azeris, não constituíam a maioria da população.
| Ano  | Azerbaijanos | Russos | Armênios | Cidadãos Iranianos | Alemães | Judeus | Georgianos | Total   |
| ---- | ------------ | ------ | -------- | ------------------ | ------- | ------ | ---------- | ------- |
| 1897 | 40 148       | 37 399 | 19 060   | 9 426              | 2 460   | 2 341  | 971        | 111 904 |
| 1903 | 44 257       | 56 955 | 26 151   | 11 132             | 3 749   | n/a    | n/a        | 155 876 |
| 1913 | 45 962       | 76 288 | 41 680   | 25 096             | 3 274   | 9 690  | 4 073      | 214 672 |

### Religião
Mais de 94% dos residentes de Bacu pratica diversas formas de Islão. Uma pequena minoria da população (cerca de 4%) são cristãos (maioria Igreja Ortodoxa Russa, Igreja Ortodoxa da Geórgia e molocanos). Bacu também possui três comunidades judaicas, a saber, os Judeus asquenazes, os Judeus das Montanhas e os Judeus Georgianos.

## Infra-estrutura
O abastecimento de Bacu é prestado por cinco linhas 110  kV. Em 8 de fevereiro de 2008 três delas (total de comprimento 23,6 km) foram totalmente reequipadas e modernizadas com a sua capacidade de carga a ser duplicada. Três 110 kV e 35 kV doze subestações foram encomendadas recentemente. O abastecimento de água é assegurado por várias linhas, a mais pura água vem de linhas Khachmaz e Shollar.
Bacu foi chamada a mais suja das cidades no mundo por revista Forbes citando "a capital sofre com risco de morte pelos níveis de poluição do ar emitida a partir de perfuração de petróleo e marítimo".

## Transporte e comunicação

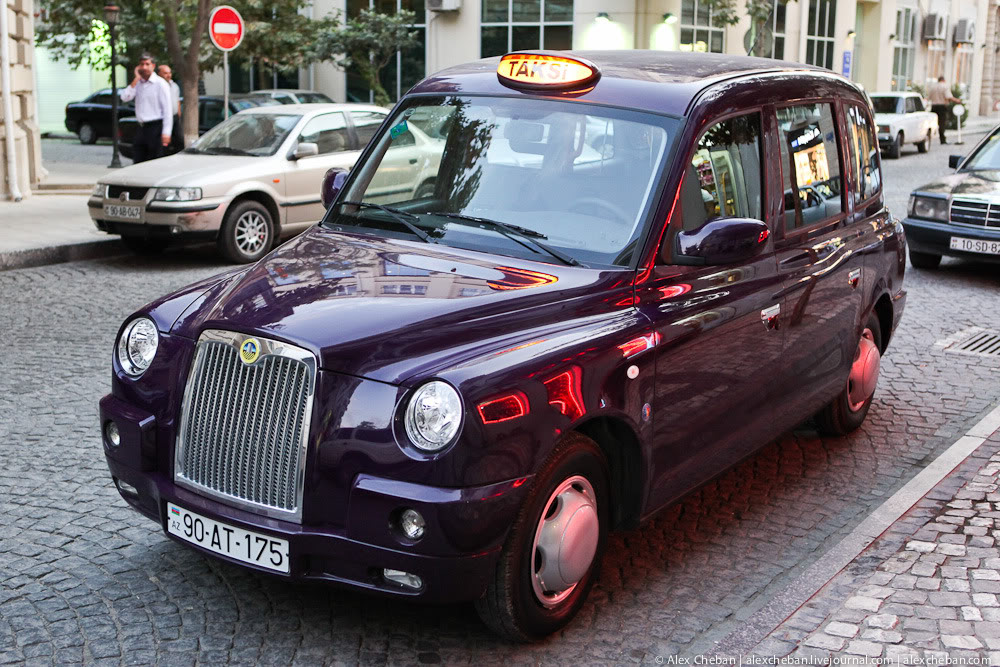
Táxi em Bacu

Bacu é servido pelo Aeroporto Internacional Heydar Aliyev e o Metro de Bacu. Houve também uma vez bondes elétricos. Existem duas companhias de táxi oficial na cidade: O yellow Star cabs e os táxis brancos com sinal azul da Azerq Táxis. Os ônibus vã param em qualquer ponto ao longo do percurso sinalizando para baixo ou quando dizer para parar. Os serviços de transporte marítimo regular de Bacu operam em todo o Mar Cáspio para Turkmenbashi (anteriormente Krasnovodsk) no Turcomenistão e para Bandar Anzali e Bandar Nowshar no Irã.
Bacu teve o seu primeiro link de internet permanente apenas em 1995, através da Academia de Ciências. A linha discada de acesso à Internet está disponível desde 1991. O serviço ADSL foi amplamente divulgado em 2007.

## Educação
Como centro da educação do Azerbaijão, Bacu possui muitas universidades e escolas profissionais. Após a independência do Azerbaijão, a queda do comunismo levou ao desenvolvimento de um número de instituições privadas. Bacu também abriga a Academia de Ciências do Azerbaijão fundada aqui em 1945.

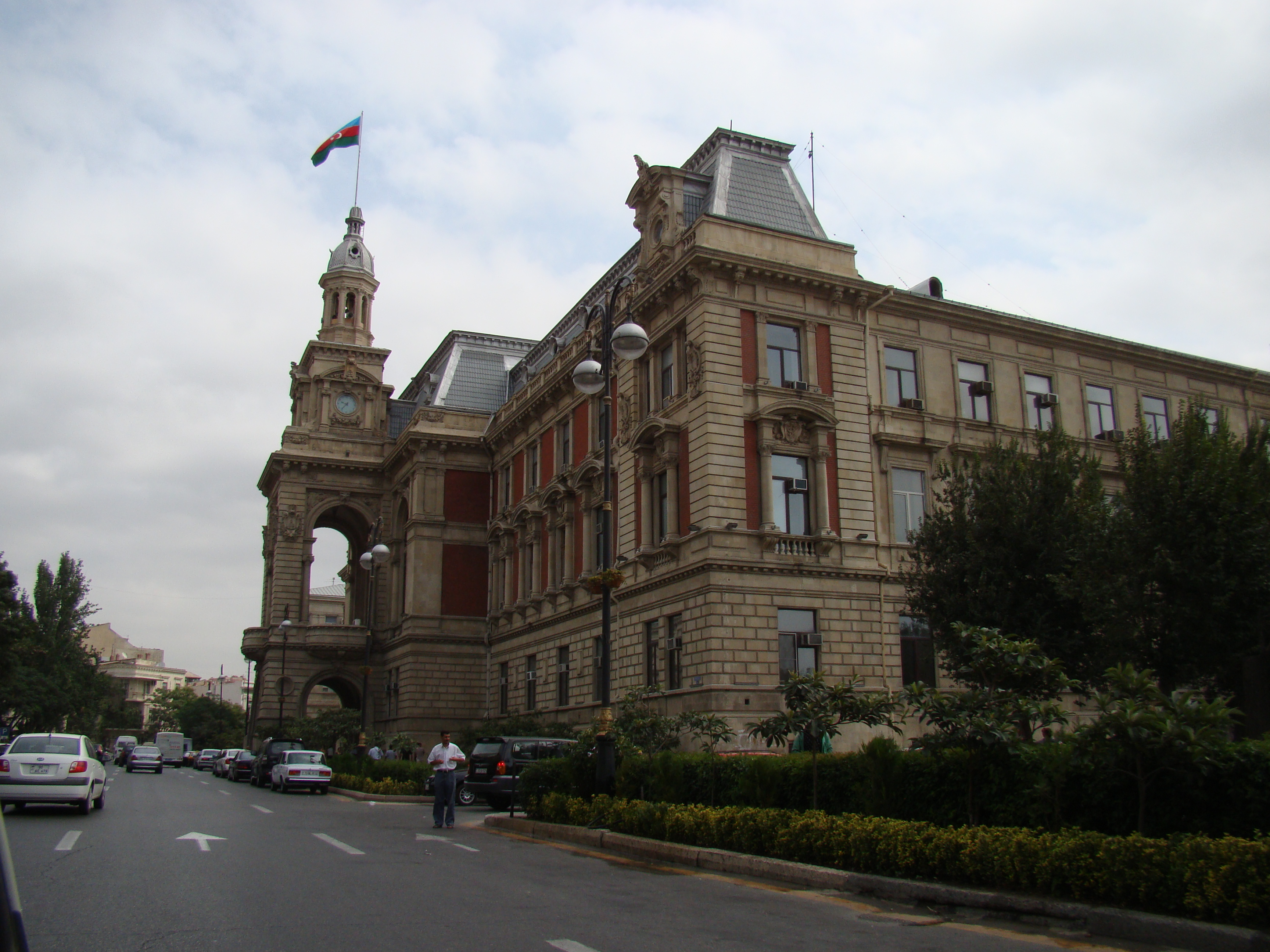
Prefeitura de Bacu

### Universidades públicas
- Academia de Música de Bacu (1920)
- Academia Petrolífera Estatal do Azerbaijão (1920)
- Instituto de Turismo do Azerbaijão (2006)
- Universidade de Línguas do Azerbaijão (1973)
- Universidade de Arquitetura e Construção do Azerbaijão (1975)
- Universidade Eslava de Bacu (1946)
- Universidade Estatal de Bacu (1919)
- Universidade Estatal de Economia do Azerbaijão (1930)
- Universidade Médica do Azerbaijão (fundada em 1930)
- Universidade Técnica do Azerbaijão (1950)

### Universidades privadas
- Universidade Internacional do Azerbaijão (1997)
- Universidade Khazar (1991)
- Universidade Ocidental (1991)
- Universidade Odlar Yurdu (1995)
- Universidade Qafqaz (1992)

## Entretenimento
Bacu tem uma vida vibrante no teatro, ópera e ballet, tirando proveito do rico repertório dramático local e também do repertório internacional. A principal sala de cinema é o Azerbaijan Cinema. O "Teatro de Ópera e Ballet da Academia Estatal do Azerbaijão", projetado pelo arquiteto N. G. Bayev, é uma das mais ornamentadas salas de música da cidade. A Sala Filarmônica Estatal do Azerbaijão, com  condições acústicas excelentes, frequentemente faz apresentações a céu aberto, em um agradável parque. O Museu de Arte do Tapete exibe tapetes de todos os períodos e estilos, do Azerbaijão e das províncias Azeris do Irã. Bacu também abriga o maior museu de artes do país - O Museu de Arte Estatal do Azerbaijão, um depositário de obras de arte domésticas e estrangeiras, ocidental e oriental - e o Nizami Museu de Literatura do Azerbaijão.
O Palácio Heydar Aliyev, um dos principais locais para grandes apresentações (por exemplo, a de Coolio), foi reaberto recentemente após uma grande reforma. As discotecas e boates mais populares incluem: X-site', Le Chevalier no Hotel Europa, Zagulba Disco Club e Le Mirage. A maioria delas ficam abertos até as primeiras horas da manhã.
A maioria dos pubs e bares estão localizados perto da "Praça da Fonte" e geralmente ficam abertas até as primeiras horas da manhã. Existem vários pubs no estilo inglês, escocês e irlandês, entre eles: The Clansman, "The Caledonia", "Corner Bar", "Shakespeares", "Finnigans", "Rig Bar", "O'Malley's" e o "Phoenix Bar". Há também um clube de jazz na cidade. O Festival Internacional de Jazz de Bacu é organizado anualmente.
Entre as praias mais famosas estão Shikhovo, Amburan em Bilgah e Mil e Uma Noites.

## Cidades gêmeas - Cidades irmãs
Bacu é geminada com:
| - Amã na Jordânia - Baçorá no Iraque - Bordéus na França (desde 1985) - Dacar no Senegal - Honolulu nos Estados Unidos - Houston nos Estados Unidos (desde 1976) - Istambul na Turquia |  | - Izmir na Turquia - Ancara na Turquia - Jedá na Arábia Saudita - Quieve na Ucrânia - Mogúncia na Alemanha - Nápoles na Itália - São Petersburgo na Rússia (desde 1998) |  | - Sarajevo na Bósnia e Herzegovina (desde 1972) - Tabriz no Irã - Vung Tau no Vietname - Cônia na Turquia - Isparta na Turquia - Tekirdağ na Turquia - Londres no Reino Unido - Rio de Janeiro no Brasil |

Parceria e relações em diferentes níveis foram estabelecidos com Berlim, Paris, Aberdeen, Viena, Stavanger, Salvador, Tiblíssi, Astana, Minsque, Moscou, Volgogrado, Kizlyar, Tasquente e Chengdu.

## Pessoas famosas de Bacu
Devido aos intermitentes períodos de grande prosperidade e como a maior cidade da região do Cáucaso e uma das mais diversificadas etnicamente e culturalmente na União Soviética, Bacu se orgulha de ter produzido um número desproporcionado de figuras notáveis nas ciências, artes e outros campos. Algumas das casas em que residiam exibem placas comemorativas.

### Ciência
- Zecharia Sitchin, Antropólogo
- Abbasgulu Bakikhanov, filósofo
- Max Black, filósofo
- Hovannes Adamian, engenheiro e projetista dos sistemas de televisão preto e branco e a cores
- Kerim Kerimov, um dos fundadores e chefe do programa espacial soviético por 25 anos
- Lev Landau, físico, vencedor do Prémio Nobel da Física de 1962
- Lotfi Zadeh, inventor da fuzzy logic

### Música
- Fikret Amirov, compositor
- Artemi Ayvazyan, compositor e maestro
- Bulbul, cantor
- Polad Bülbüloğlu, cantor
- Bella Davidovich, pianista
- Larisa Dolina, cantora pop russa
- Alexey Ekimyan, compositor e police general
- Gara Garayev, compositor
- Garri Dadyan, pintor, Artista Mestre Nacional da União Soviética
- Uzeyir Hajibeyov, compositor
- Muslim Magomayev, famoso cantor de ópera e pop
- Vagif Mustafazadeh, pianista jazz, compositor
- Alim Qasimov, Mugham cantor (uma aldeia próxima)
- Mstislav Rostropovich, violoncelista
- Avet Terterian, compositor
- Concurso Eurovisão de 2012, concurso europeu

### Literatura e artes
- Sattar Bahlulzade, pintor
- Huseyn Javid, poeta e dramaturgo
- Mikayil Mushfig, poeta
- Lev Nussimbaum, escritor, autor do romance best-sellers "Ali and Nino"
- Tahir Salahov, pintor e desenhista

### Xadrez
- Vladimir Bagirov, grande mestre
- Vugar Gashimov, grande mestre

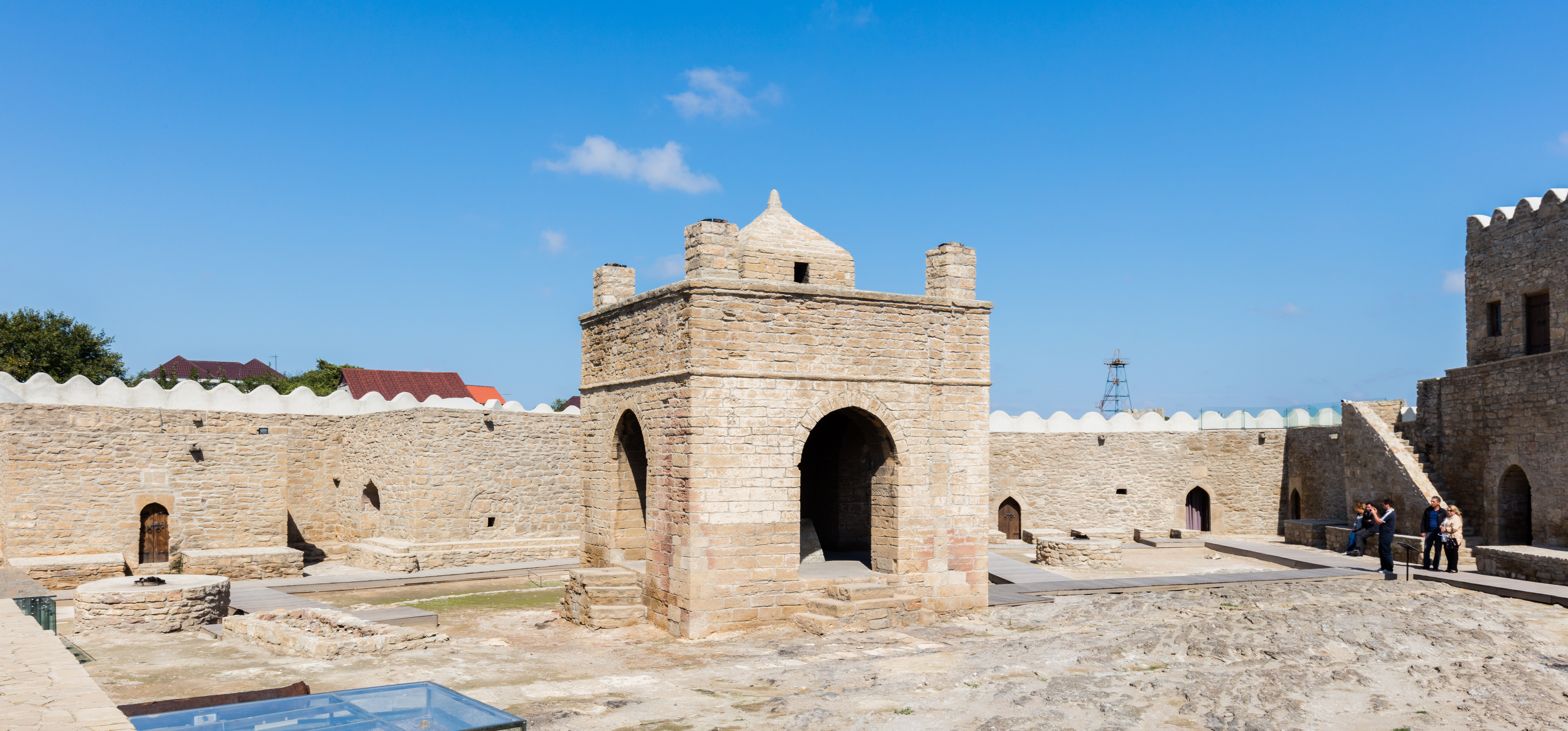
O Incêndio no Templo Suraxany perto de Baku, Bacu e os seus arredores são famosos por incêndios naturais, devido ao petróleo, gases escorrem por baixo da terra.

- Garri Kasparov, grande mestre e campeão do mundo
- Vladimir Akopian, grande mestre
- Elmar Magerramov, grande mestre
- Teimour Radjabov, grande mestre
- Emil Sutovsky, grande mestre
- Tatiana Zatulovskaya, grande mestre

### Entretenimento
- Rasim Ismaylov, cineasta e escritor
- Rustam Ibrahimbeyov, roteirista e vencedor Oscar
- Magsud Ibrahimbeyov, escritor
- Murad Ibrahimbeyov, cineasta
- Vladimir Menshov, produtor Oscar filme vencedor
- Abbas Sharifzadeh, ator e diretor
- Sergo Zakariadze, ator

### Negócios
- Araz Agalarov, empresário imobiliário, fundador do Grupo Internacional Crocus
- Vagit Alekperov, fundador da companhia petrolífera líder russa LUKOIL
- Murtuza Mukhtarov, industrial de petróleo e milionário
- Musa Nagiyev, industrial magnata no final do século XIX e início do XX.
- Zeynalabdin Taghiyev, industrial magnata e filantropo

### Política
- Khalilullah I, (1417-1465), governante de Xirvão
- Mammed Amin Rasulzade, político, pai fundador da República Democrática do Azerbaijão
- Georgy Shakhnazarov, cientista político soviético
- Alimardan Topchubashev, político, Ministro dos Negócios Estrangeiros da República Democrática do Azerbaijão

### Forças armadas
- Ziya Bunyadov, Herói da União Soviética e Acadêmico
- Mehdi Huseynzade, Herói da União Soviética
- Rafael Kapreliants, Herói da União Soviética
- Musa Manarov, cosmonauta
- Samedbey Mehmandarov, general Tsarist russo, Ministro da Defesa da República Democrática do Azerbaijão
- Ali-Agha Shikhlinski, Tsarist russo tenente-general, Vice-Ministro da Defesa de República Democrática do Azerbaijão
- Richard Sorge, famoso espião soviético

### Desporto
- Anatoliy Banishevskiy, Jogador de Futebol do Azerbaijão, atuou na Seleção da União Soviética.

## Esportes
O maior estádio da cidade é o Estádio Olímpico de Bacu, com 68 700 lugares sentados cuja construção foi concluída em 2015. A final da UEFA Europa League 2019 foi disputada no estádio em 29 de maio de 2019, entre os times ingleses Chelsea FC e Arsenal FC. Os três principais clubes de futebol da cidade são Neftchi Baku, Inter Baku e Qarabağ FK, dos quais primeiro têm oito títulos na Premier League, tornando Neftchi o clube de futebol mais bem-sucedido do Azerbaijão. Bacu também tem vários clubes de futebol nas ligas principais e regionais, incluindo AZAL e Ravan na Premier League. O segundo maior estádio da cidade, o Estádio Tofiq Bahramov, realiza uma série de competições nacionais e internacionais e foi o principal centro esportivo da cidade por um longo período até a construção do Estádio Olímpico de Bacu.
Bacu recebe o Grande Prêmio do Azerbaijão de Fórmula 1 no Circuito de Rua de Bacu. A primeira corrida foi o Grande Prêmio da Europa de 2016, com a pista percorrendo a cidade velha. A pista mede 6,003 km (3,735 milhas) e está no calendário da Fórmula 1 desde sua estreia em 2016.

## Galeria

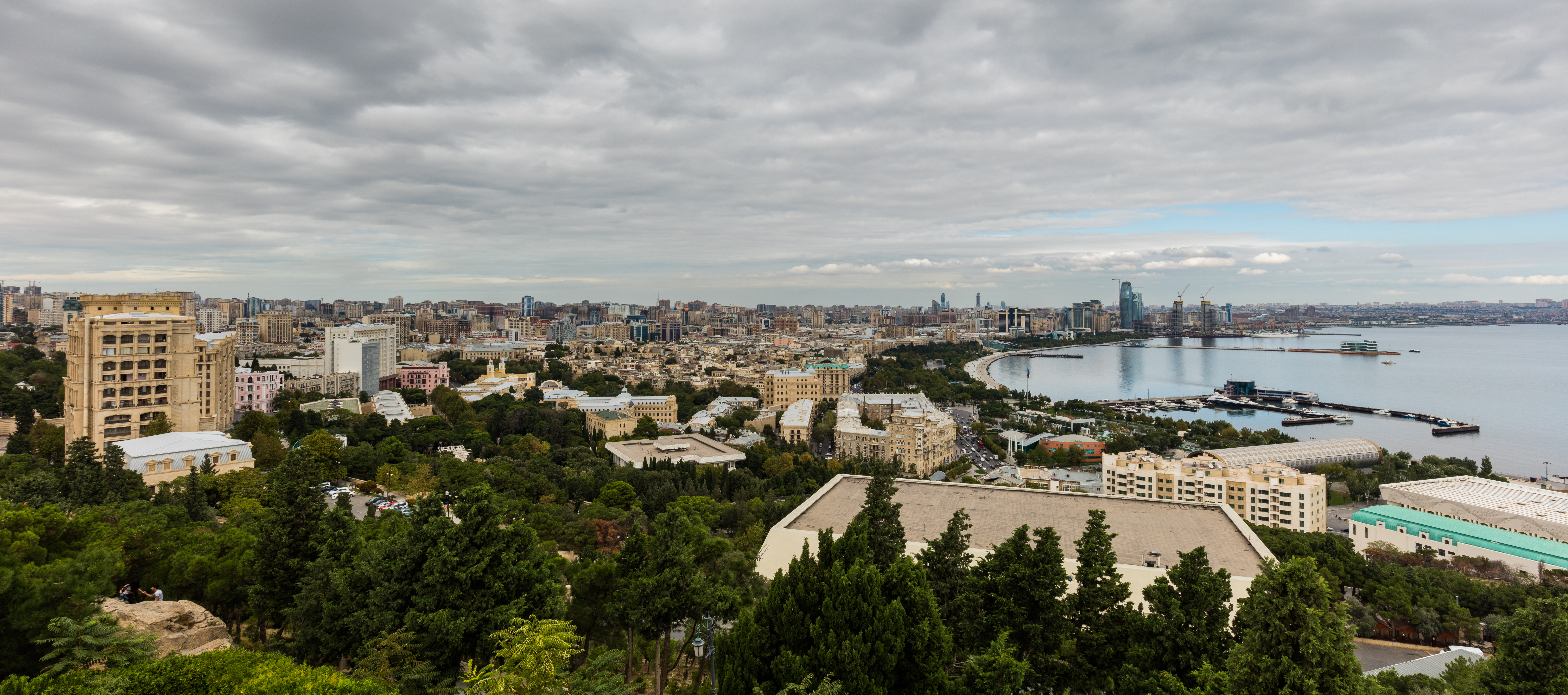
Baía em Bacu
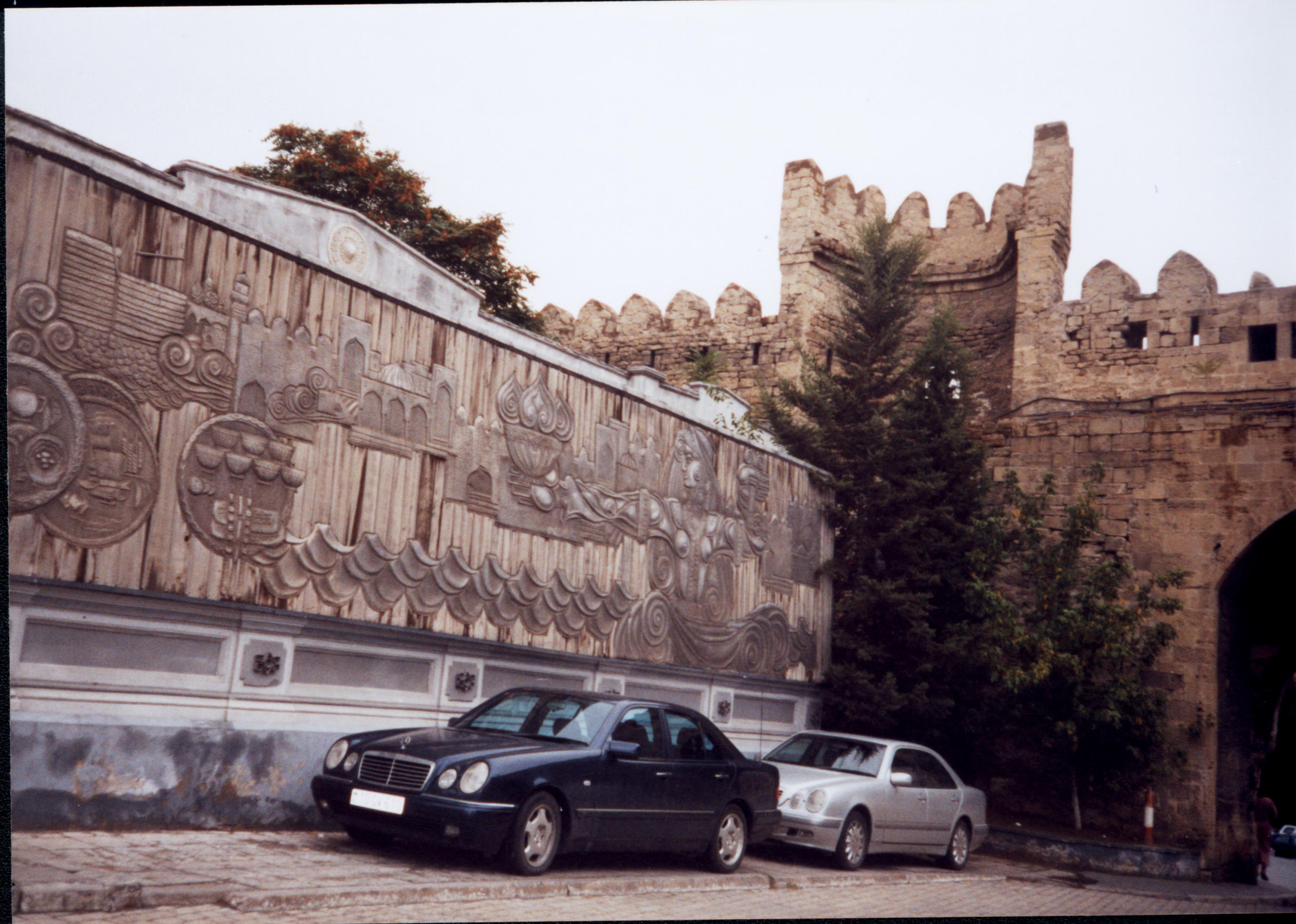
Centro de Bacu
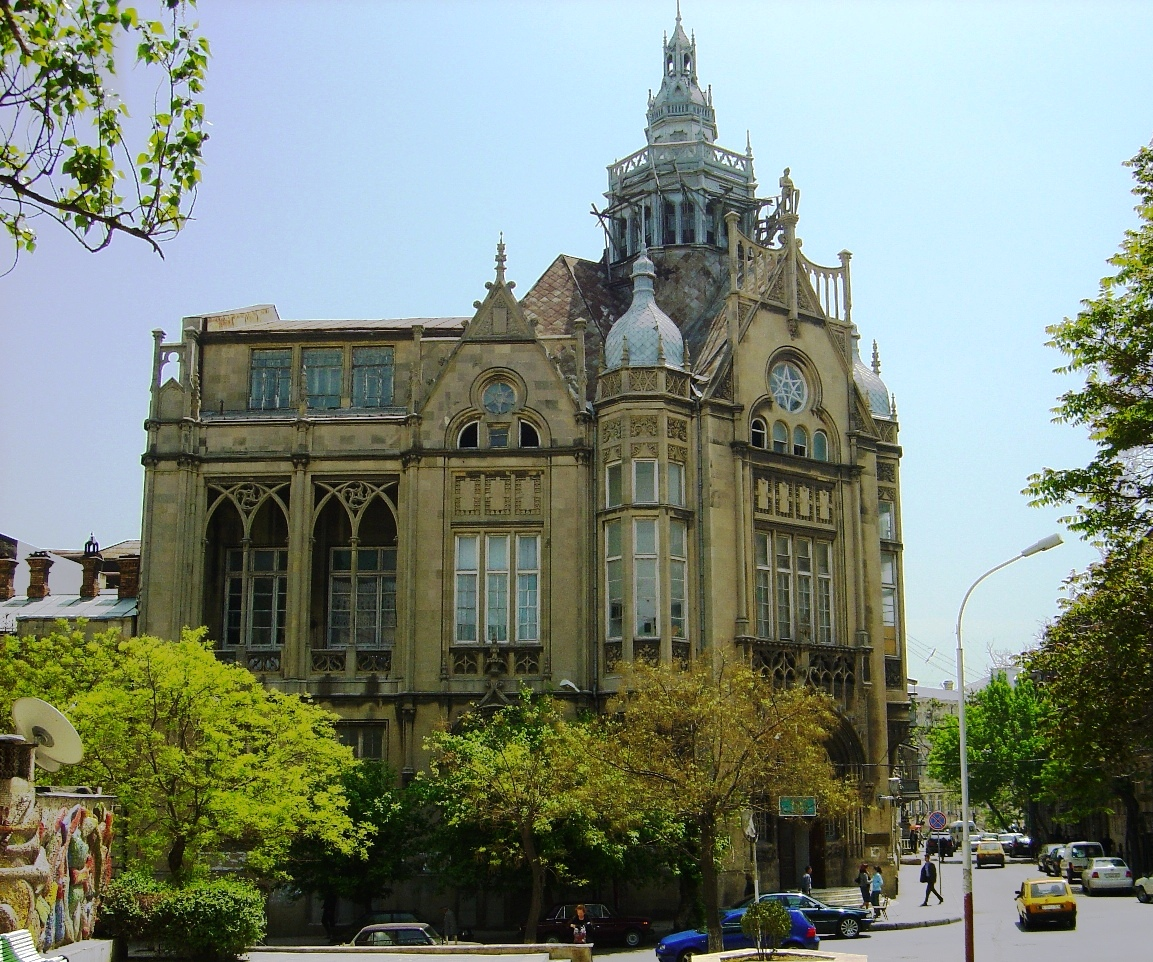
Castelo Musa Nagiyev, atualmente palácio para cerimônias matrimoniais
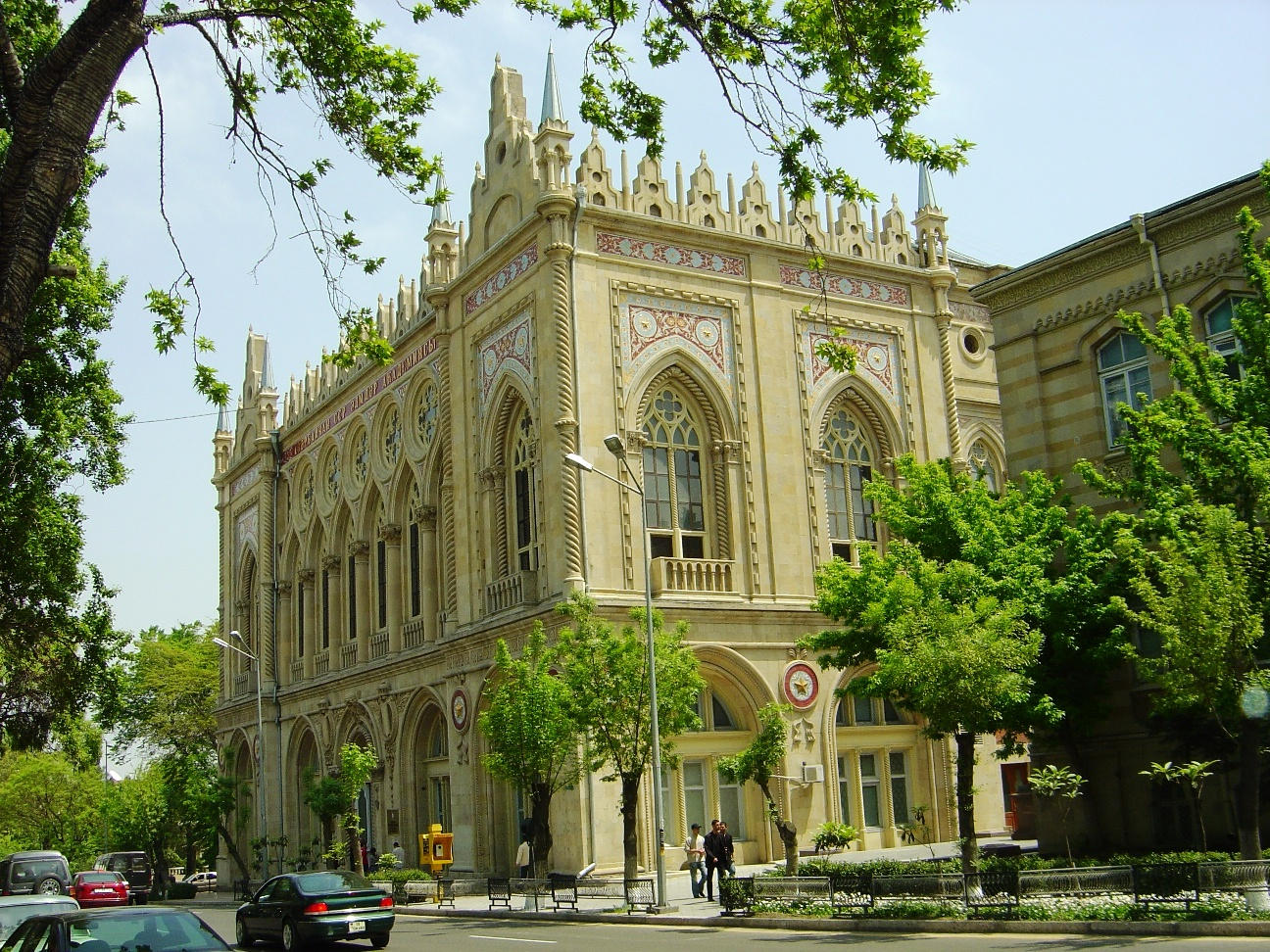
Academia de Ciências  (Ismailiyya)
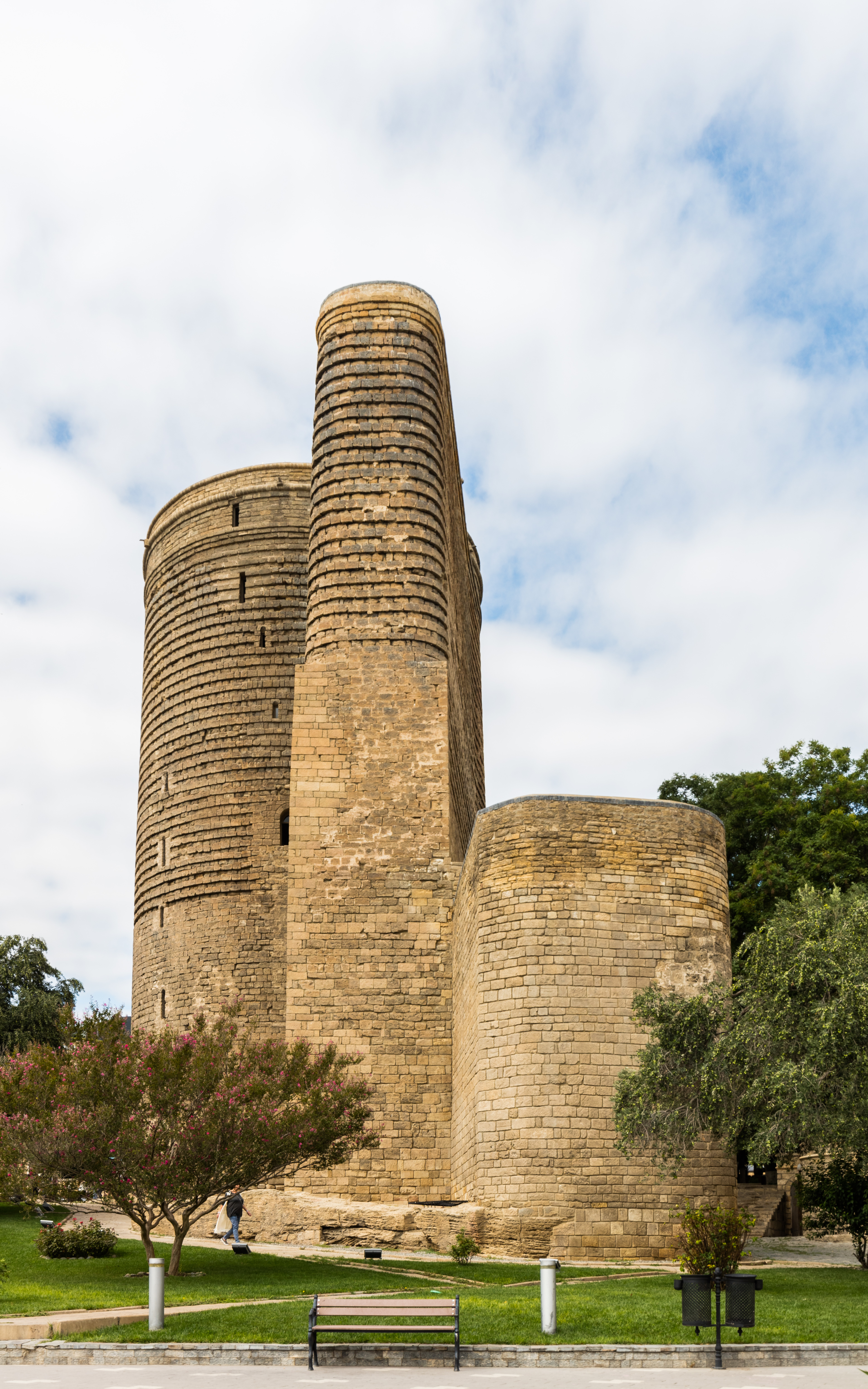
Torre das Donzelas
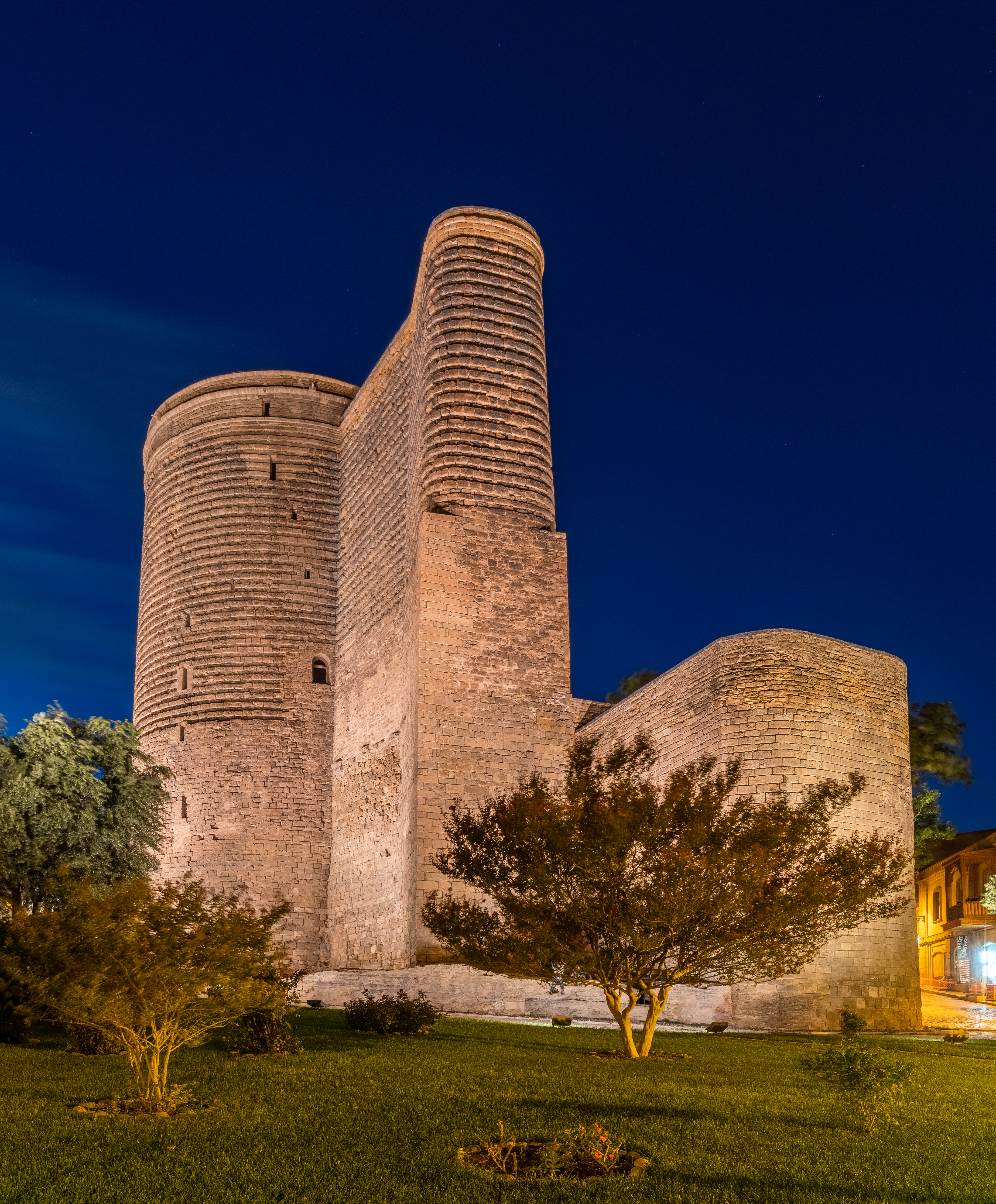
Torre das Donzelas a noite
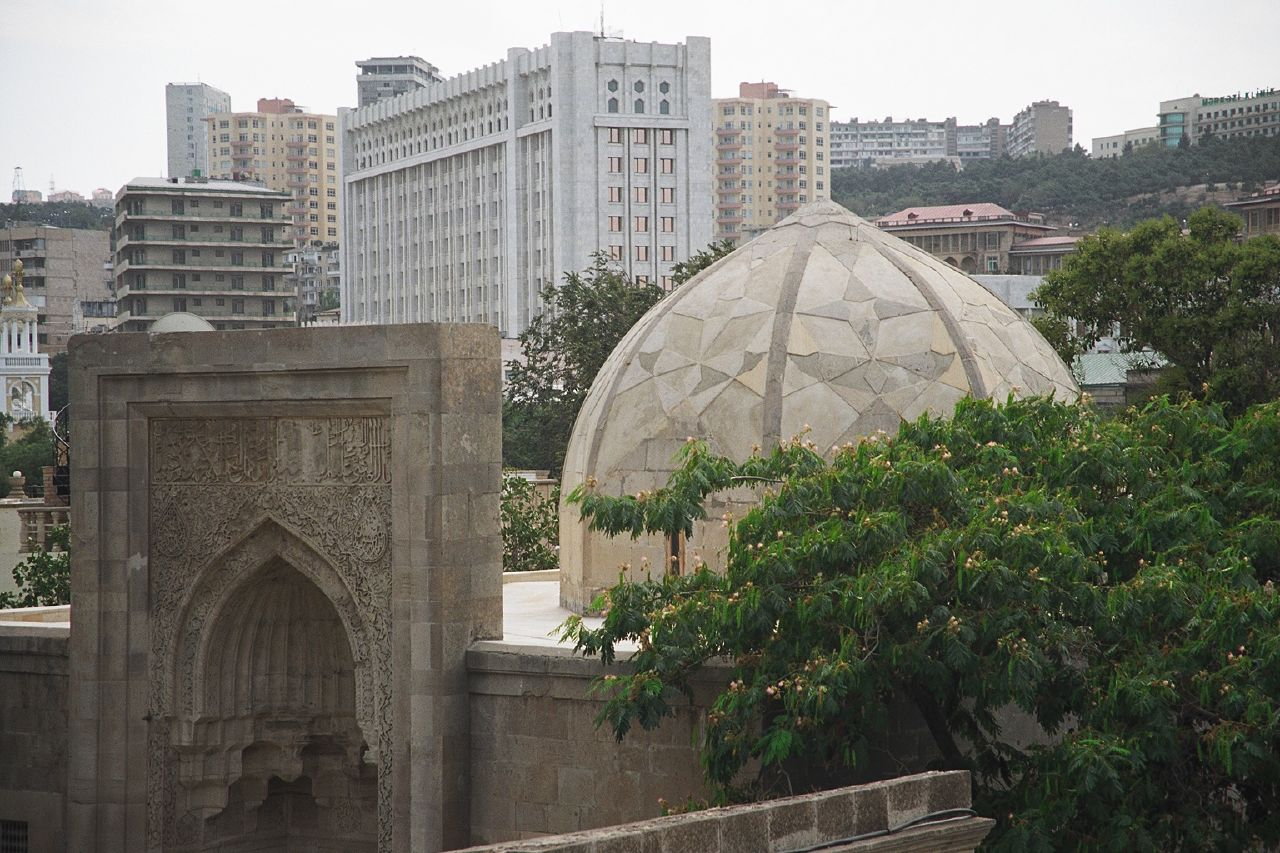
Cidade antiga e prédios do período soviético
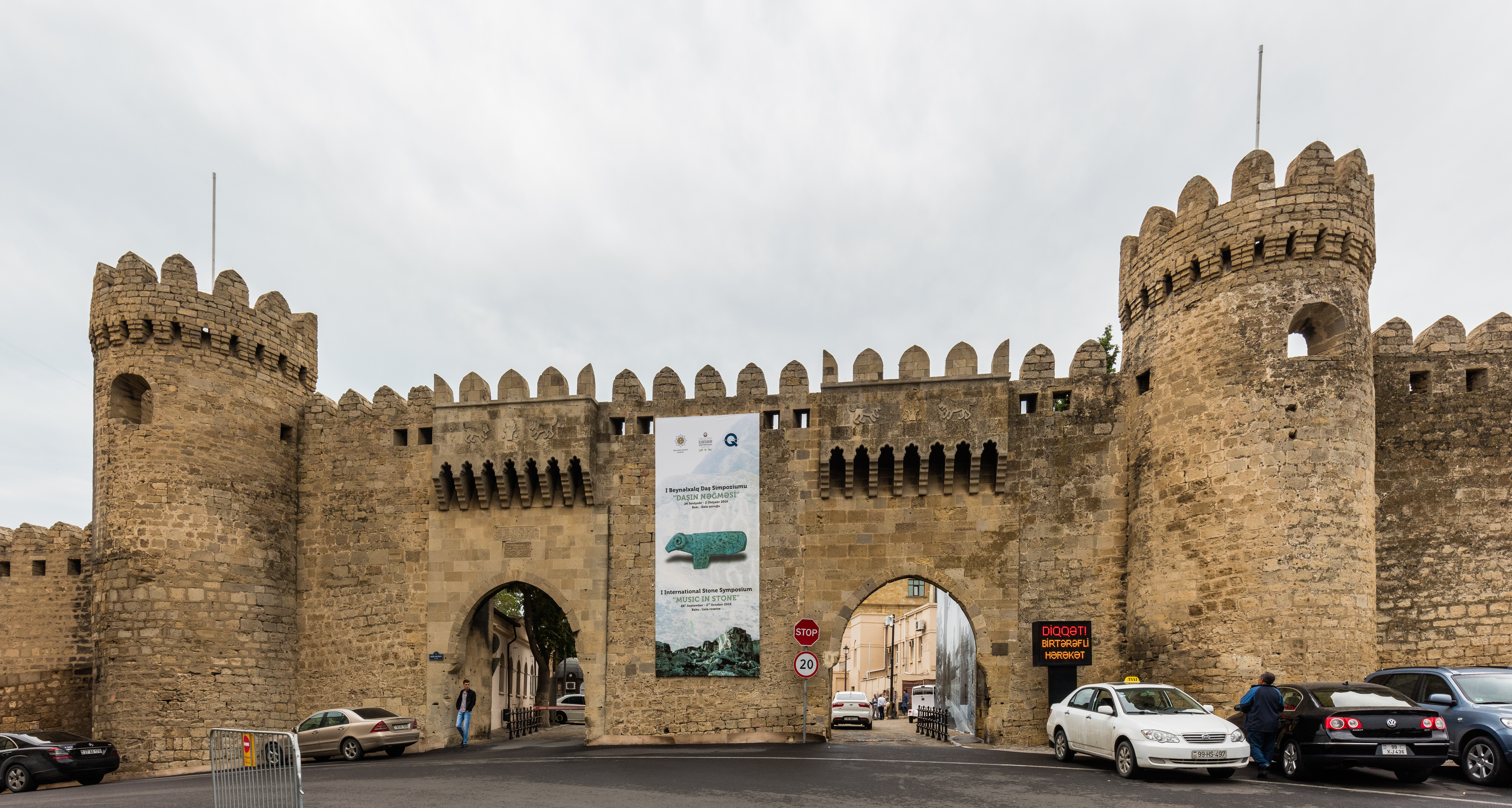
Portões da cidade velha de Bacu
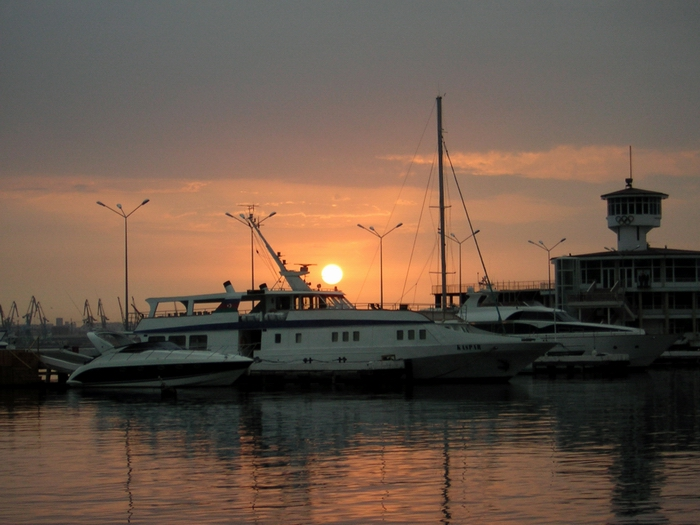
Iate Clube
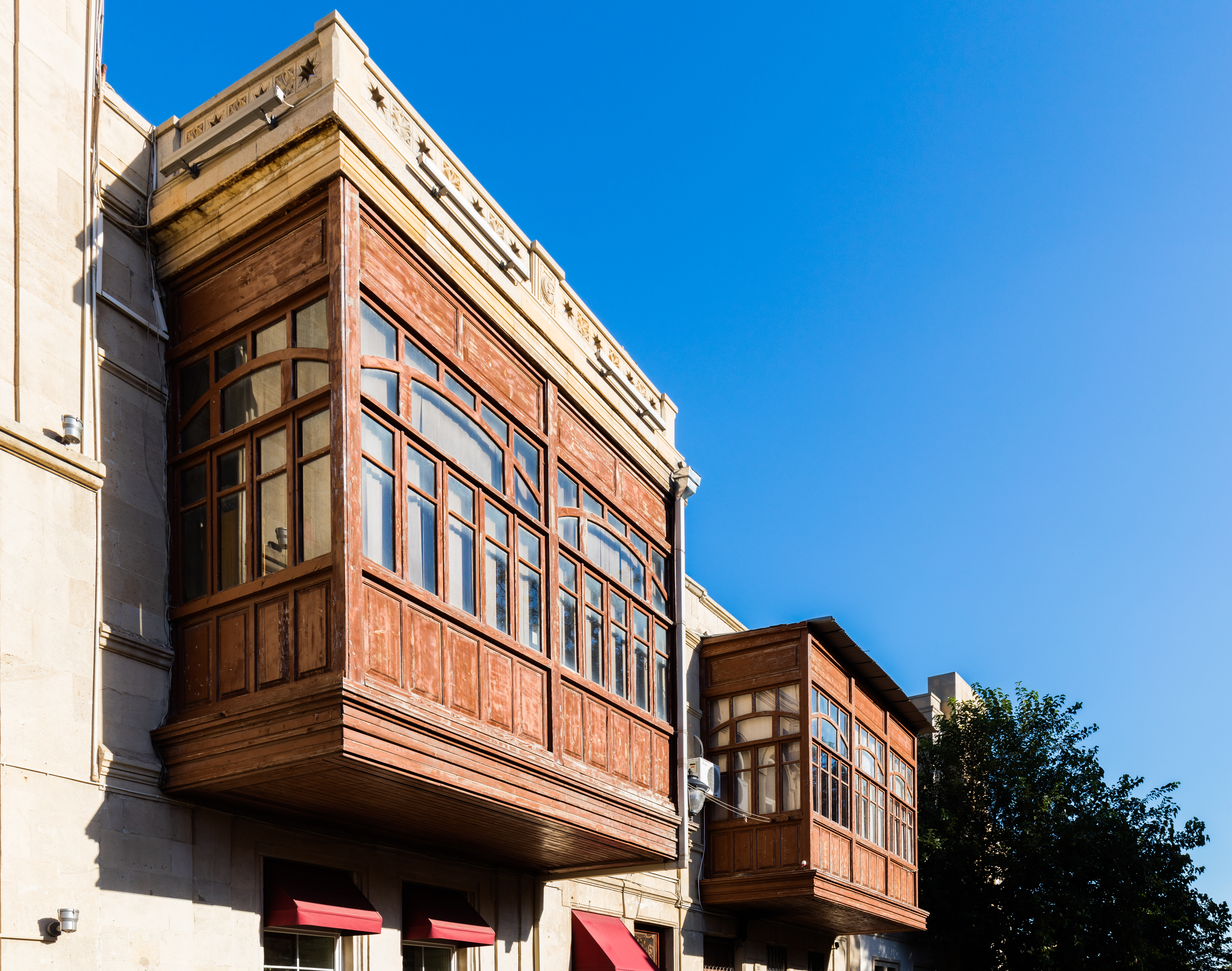
Varandas
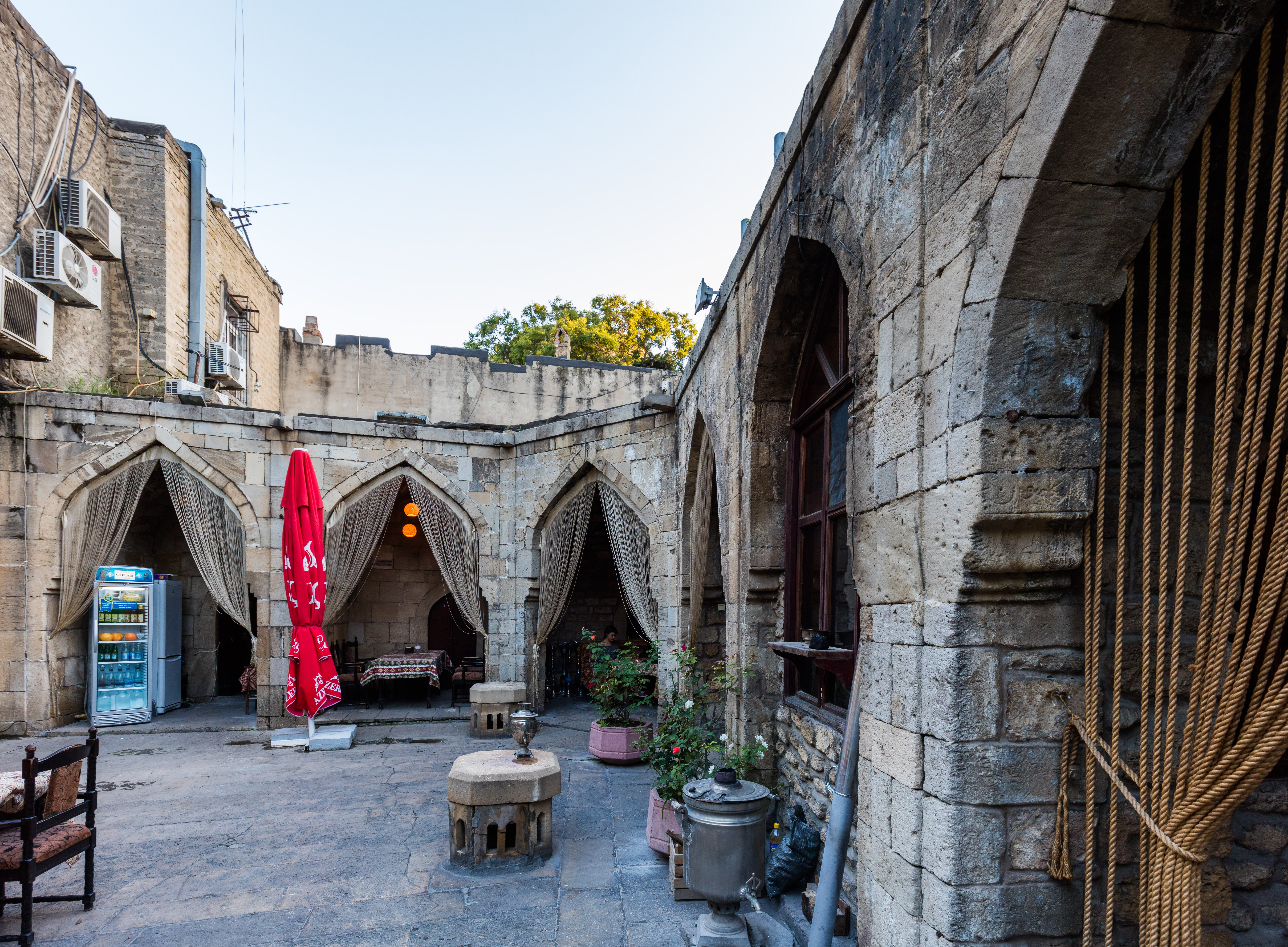
Casa de chá na cidade velha
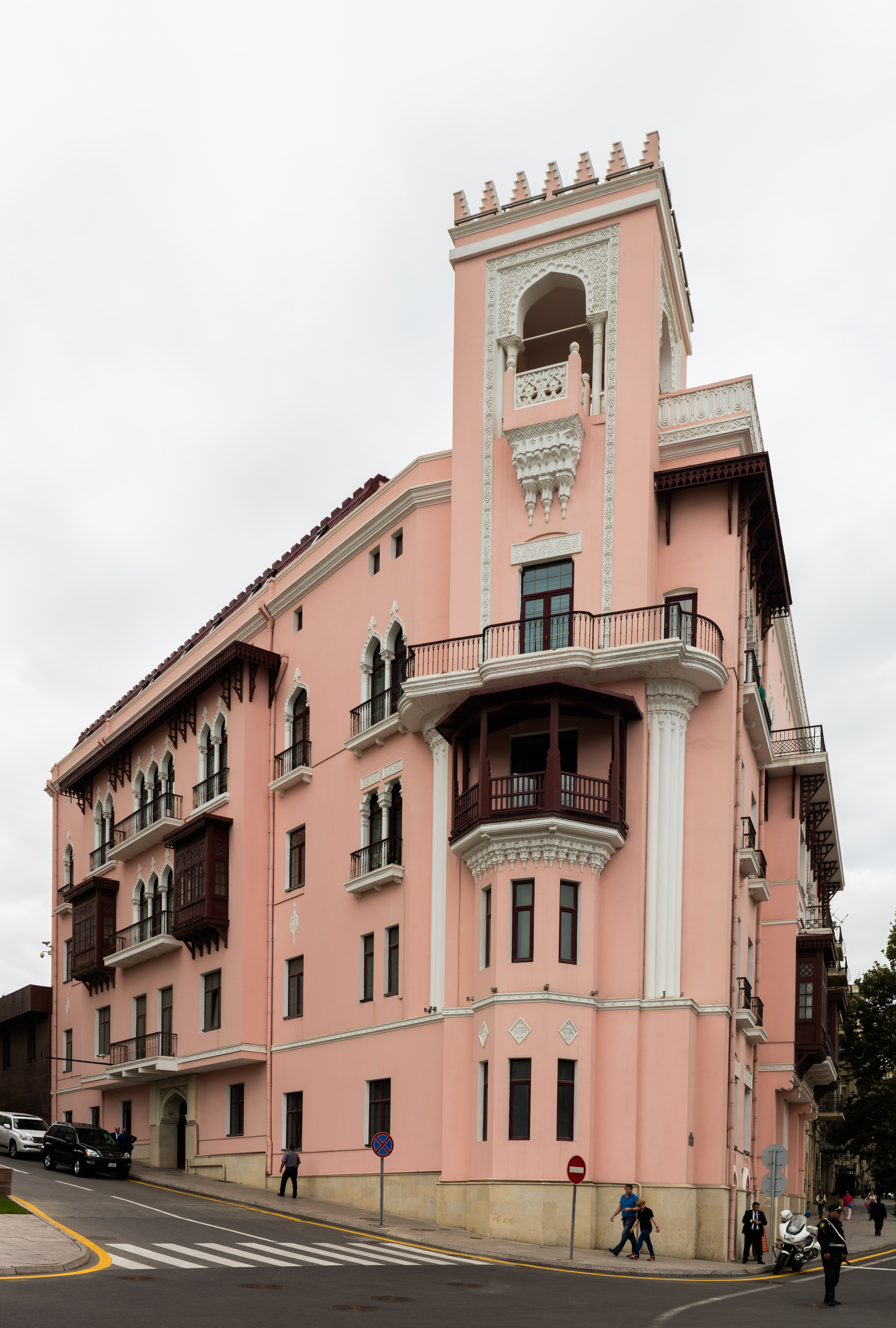
Edifício no centro da cidade
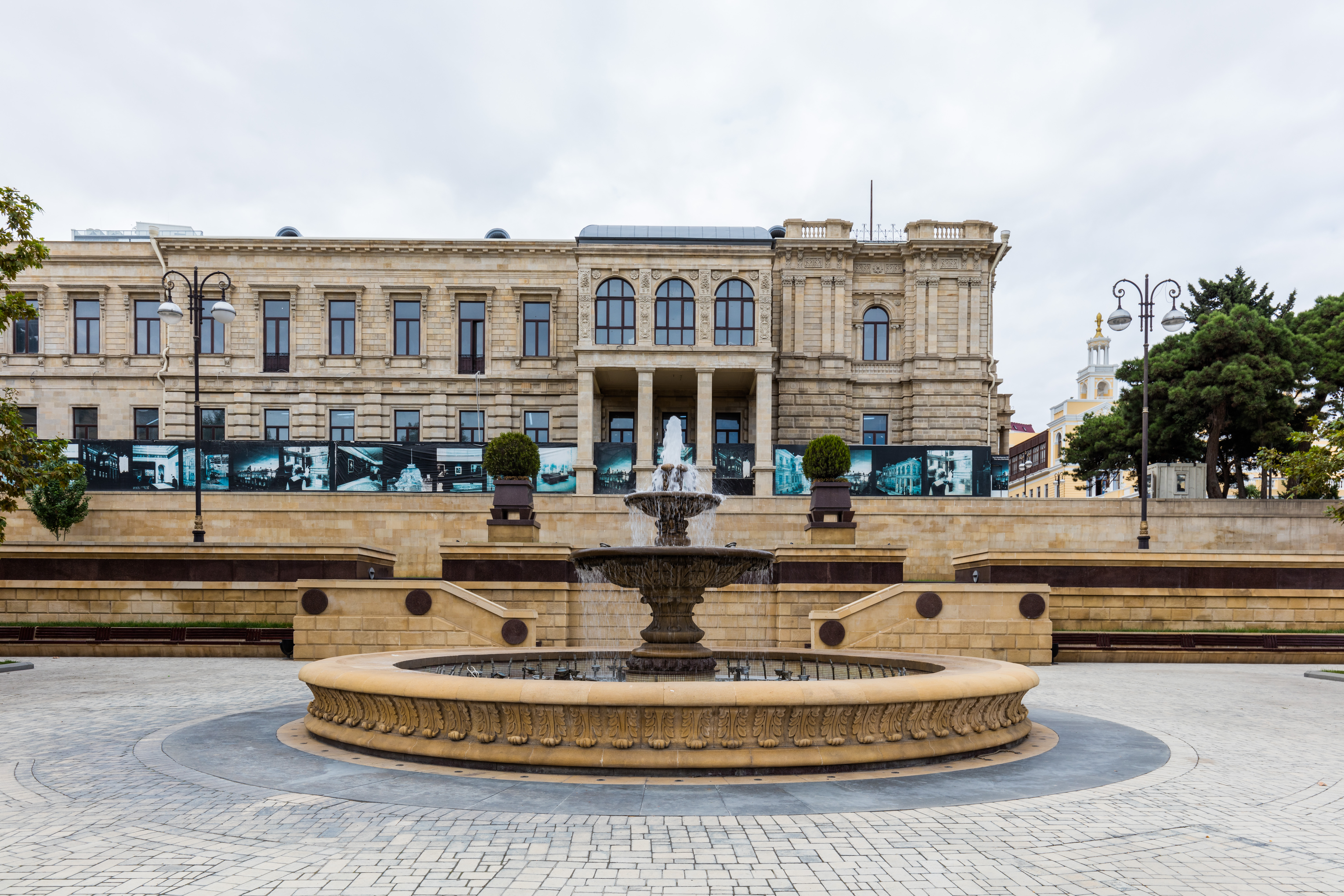
Chafariz no centro da cidade